# Wang Sen
Wang Sen (Pequim, 03 de agosto de 1989), também conhecido como Wilson Wang, é um ator chinês.

## Filmografia

### Cinema
| Ano  | Título             | Direção      | Papel       | Notas       |
| ---- | ------------------ | ------------ | ----------- | ----------- |
| 2011 | Somebody To Love   | Guo Jingming | Jian Chen   | [ 1 ]       |
| 2013 | So Young           | Zhao Wei     | Wang Yaming | [ 2 ]       |
| 2013 | Sweet Summer Love  | Chen Jialin  | James       |             |
| 2015 | Wolf Warriors 战狼 | Wu Jing      | Shi Sanba   | [ 3 ] [ 4 ] |

### Televisão
| Ano  | Título                        | Direção                | Papel                             | Notas       |
| ---- | ----------------------------- | ---------------------- | --------------------------------- | ----------- |
| 2015 | Tiger Mom                     | Yao Xiaofeng           | Bi Ran                            | [ 5 ]       |
| 2018 | When We Were Young            | Deng Ke, Kao Tsung-Kai | Kong Xiaojun                      | [ 6 ]       |
| 2020 | Conte Suas Estrelas da Sorte  | Lin Zi Ping            | Mu Yang                           | [ 7 ]       |
| 2021 | Novolândia: Eclipse de Pérola | Jin Sha                | Fang Zhuoying / Duo Han e Duo Luo | [ 8 ] [ 4 ] |